# Maine Road
Maine Road était un stade de football localisé à Manchester. C'était l'enceinte du club de Manchester City entre 1923 et 2003. Cette enceinte a été construite en même temps que le stade de Wembley.

## Premier match à Maine Road
Le stade fut inauguré le 25 août 1923 par la victoire de Manchester City sur Sheffield United 2-1. Pour ce premier match, le journaliste du journal Manchester Guardian qui découvrit le stade employa ces mots pour le décrire : « impressionnant, sécuritaire, moderne, confortable, puissant… »

## Capacité du stade
Le 8 mars 1924 voit une foule de 76 166 spectateurs, la plus grande foule alors jamais réunie pour un match de football à Manchester.
Le 3 mars 1934, Maine Road est rempli par 84 569 spectateurs pour le match de Cup Manchester City-Stoke City. Il s'agit de la seconde plus grande affluence pour un match de football en Angleterre. En supposant que la foule record de 84 569 spectateurs ait été le maximum absolu en 1934 (bien que le chiffre de 86 000 est plus probable), il est possible que la capacité au début de la saison 1936-37, après l'agrandissement d'une tribune, a été d'environ 88 000 spectateurs.
En 1957, l'extension n'était pas aussi grande que celle prévue lorsque le stade a ouvert ses portes, mais au moins le stade était couvert pour plus de 50 000 fans. Aucun autre lieu de Manchester n'était alors en mesure d'accueillir autant de spectateurs à couvert.

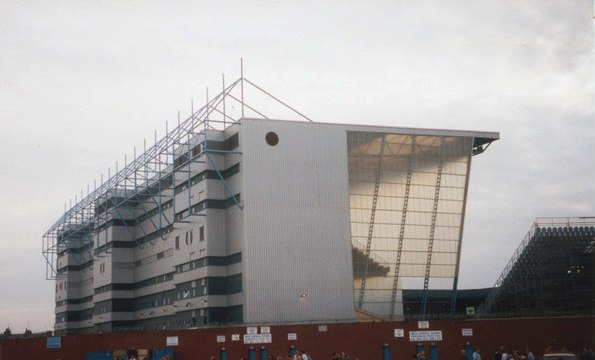
Le Kippax, tribune de Maine Road, après sa reconstruction en 1994

| Année | Nb de spectateurs |
| ----- | ----------------- |
| 1923  | 84 000            |
| 1931  | 86 000            |
| 1935  | 88 000            |
| 1946  | 84 000            |
| 1953  | 76 500            |
| 1957  | 77 000            |
| 1963  | 64 000            |
| 1972  | 54 500            |
| 1973  | 52 600            |
| 1989  | 48 500            |
| 1992  | 39 359            |
| 1994  | 19 150            |
| 1995  | 31 458            |
| 1997  | 32 147            |
| 1999  | 34 026            |
| 2000  | 34 421            |
| 2002  | 35 150            |

## Modification du stade
Le terrain a été équipé d'un système d'éclairage pour les matchs en nocturne en octobre 1953.

## Dernier match

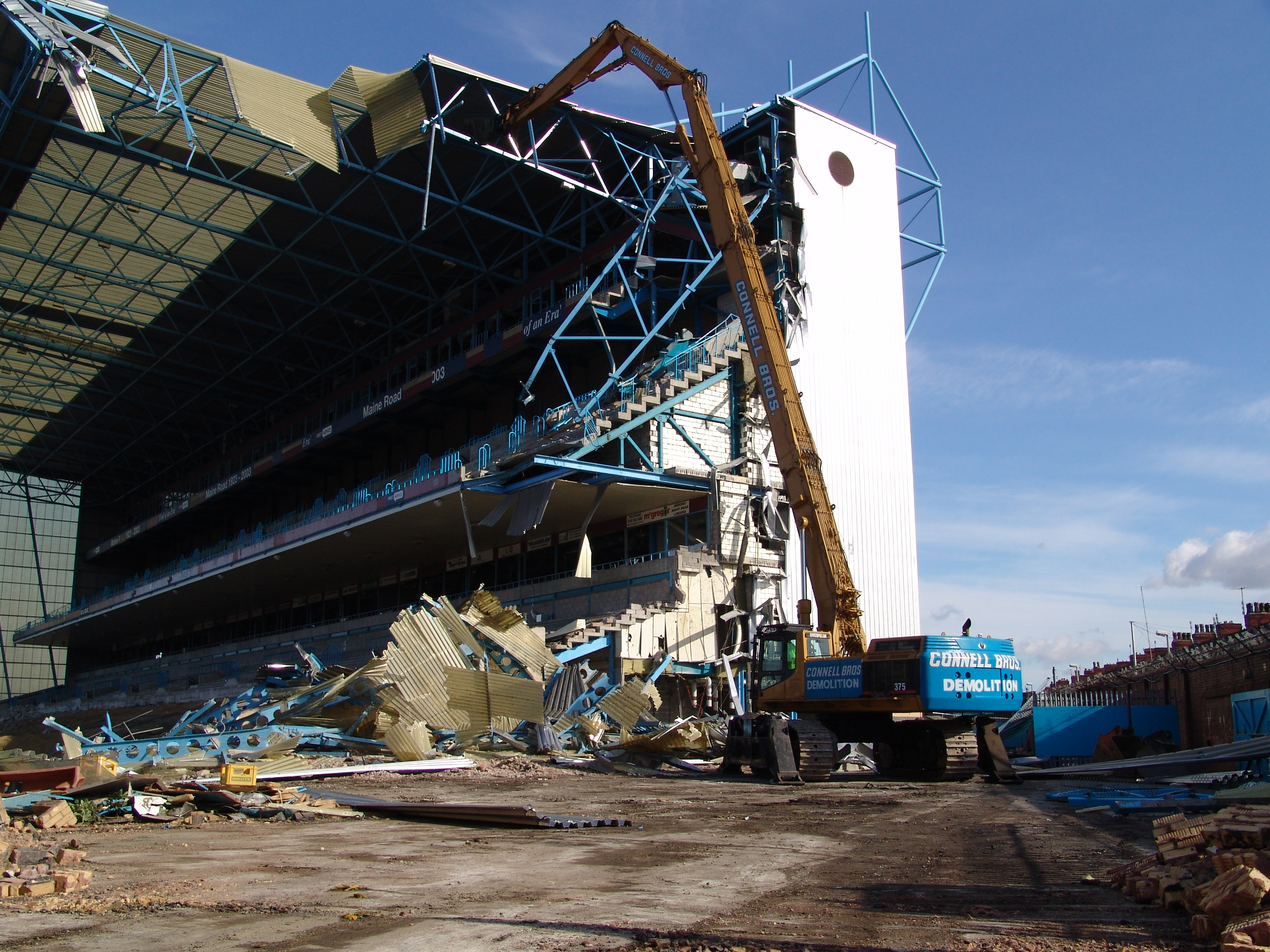
Démolition de Maine Road

Ce sont des adieux émouvants qui se déroulent le dimanche 11 mai 2003 à Maine Road, où le club a joué pendant près de 80 ans, lors du dernier match de City contre Southampton (défaite 0-1).

## Changement de stade
Manchester City Fc prend ensuite ses quartiers dans le nouveau City of Manchester Stadium, initialement construit pour accueillir les Jeux du Commonwealth.
Le stade est ensuite modifié (piste d'athlétisme détruite) afin de passer sa capacité de 38 000 à 47 726 places assises.

## Démolition

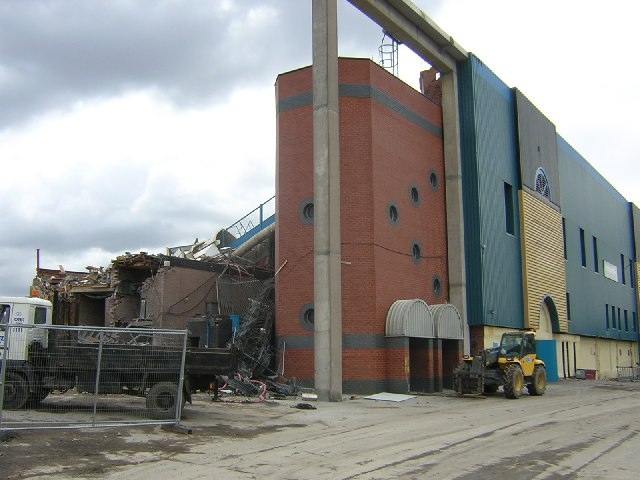
Démolition de Maine Road

La démolition, entamée en février 2004, est achevée au mois de juillet.
Divers objets de Maine Road ont été récupérés par le Club, y compris deux des mosaïques positionnées à l'origine sur des portes de sortie. L'une d'elles a été reconstruite et fait actuellement partie du jardin commémoratif de la ville au City Of Manchester Stadium.
Depuis sa destruction, des logements ont été construits à la place du stade.

## Concerts et autres
Le 16 juillet 1986, le concert de Queen a accueilli 35 000 spectateurs.
En 1996, eut lieu dans le stade un concert du groupe Oasis (groupe originaire de Manchester) ayant donné lieu à un dvd live.
Le 16 Juin 1992, Dire Straits joue dans le stade lors du On Every Street Tour.
Le 20 juin 1990, Maine Road accueille les Rolling Stones.
En plus des matchs de Manchester City, le stade a également accueilli :
- les matchs à domicile du club rival de Manchester United de 1946 à 1948, durant les travaux de reconstruction du stade d’Old Trafford, stade qui avait été en grande partie détruit par des bombardements allemands durant la seconde guerre mondiale ;
- le premier match de qualification pour la Coupe du monde en Angleterre ;
- une demi-finale de la FA Cup ;
- une finale de la Coupe de la Ligue ;
- le premier match européen joué en Angleterre ;
- des concerts par des artistes de la Reine ;
- des évènements religieux ;
- des matchs de rugby à XIII ;
- un tournoi de tennis international.

## Galerie

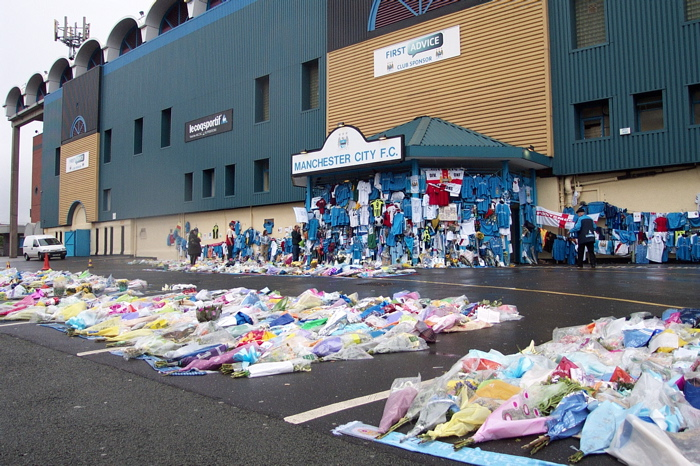
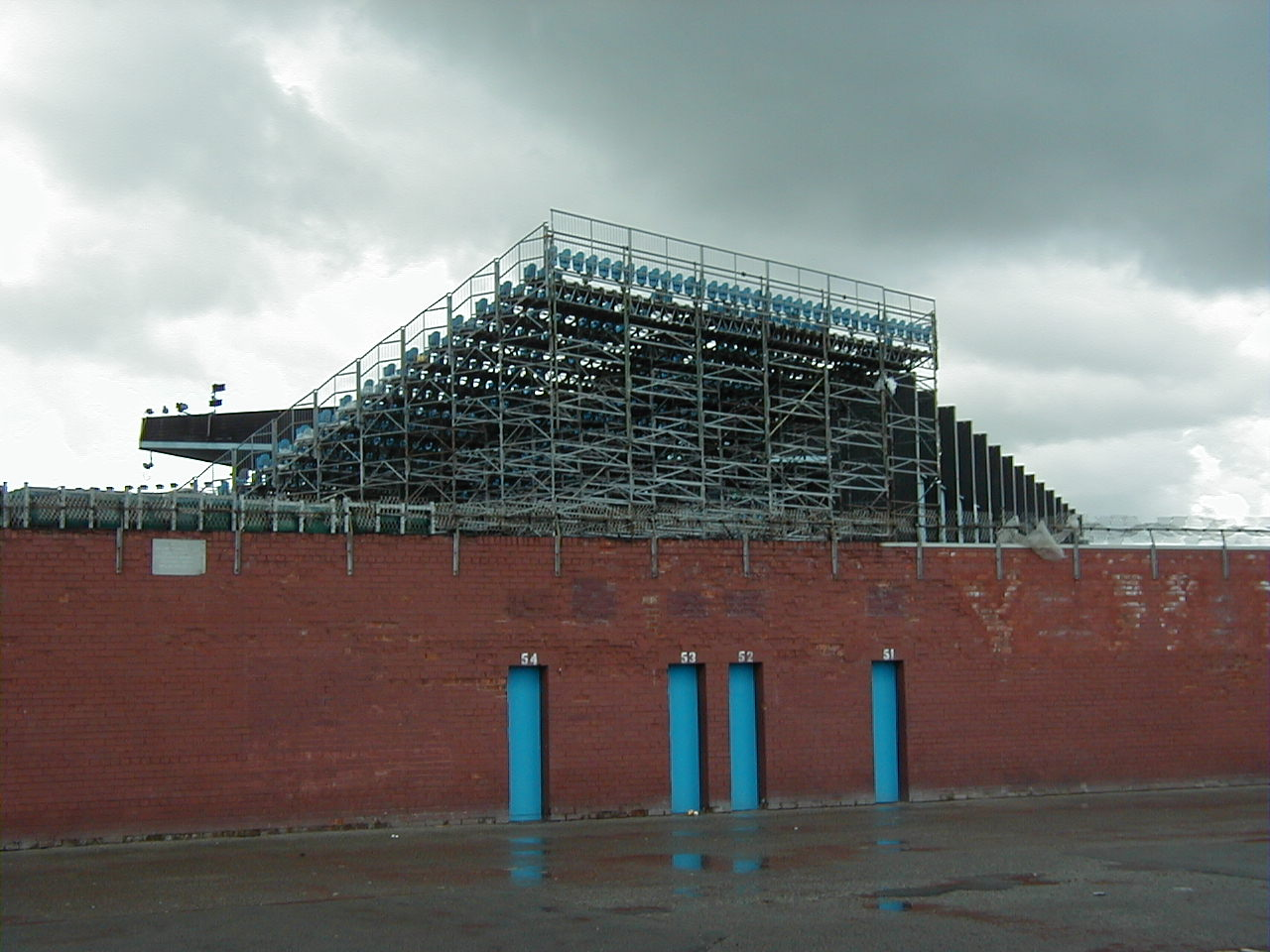
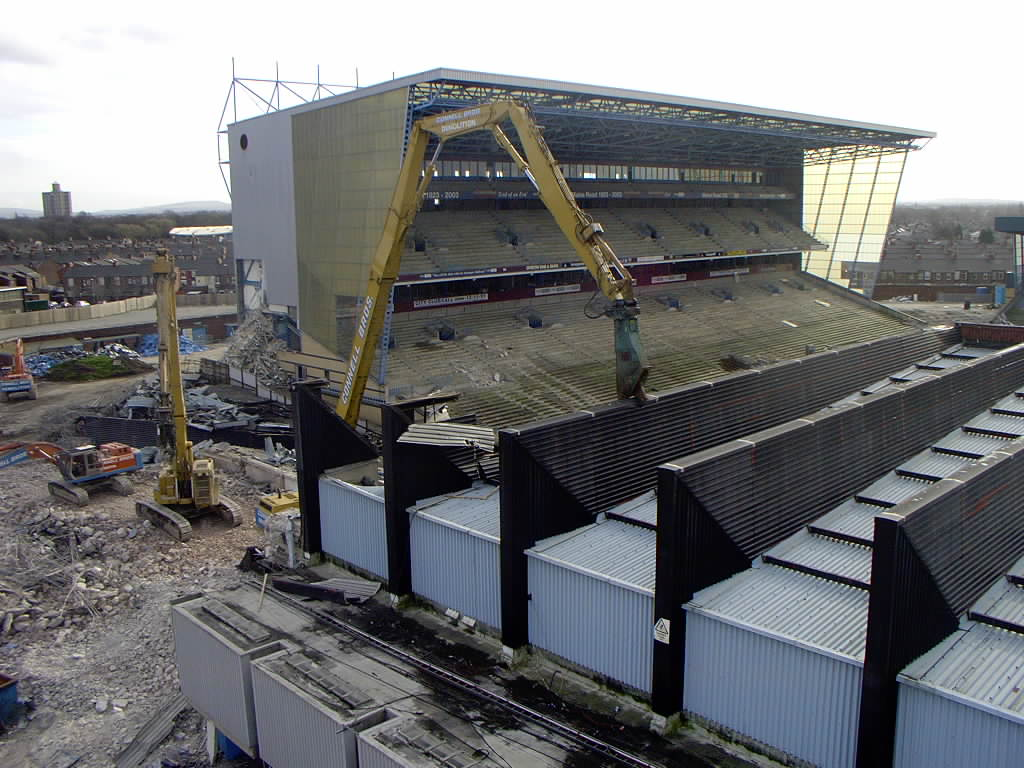